# Филиппов, Никола
Никола Филип(п)ов (род. 13 июля 1965, Хасково) — болгарский самбист и дзюдоист, серебряный (1989, 1990) и бронзовый (1991) призёр чемпионатов Европы по самбо, серебряный (1989, 1995) и бронзовый (1990, 1991) призёр чемпионатов мира по самбо, участник соревнований по дзюдо на летних Олимпийских играх 1992 года в Барселоне. По самбо выступал в первой средней (до 82 кг) и второй средней (до 90 кг) весовых категориях.
На Олимпиаде в Барселоне болгарин победил йеменца Яхья Муфариха, затем уступил ставшему победителем этой Олимпиады поляку Вальдемару Легеню. В утешительной серии Филиппов победил кенийца Майкла Одура, но уступил южнокорейцу Янгу Ёнг-оку и занял итоговое 9-е место.
Живёт в Претории (ЮАР). Работает тренером по дзюдо в клубе «University of Pretoria and HPC».